# 1986–1987-es magyar labdarúgókupa
Az 1986–1987-es magyar labdarúgókupa küzdelmeit a Újpesti Dózsa nyerte.

## Első forduló
| 1. csapat                  | Eredmény      | 2. csapat                   |
| -------------------------- | ------------- | --------------------------- |
| 1986. augusztus 13.        |               |                             |
| H. Esze Tamás SE           | 1 – 10        | Vasas                       |
| Dabasi Fehérakác SE        | 2 – 5         | Ferencvárosi TC             |
| 1986. augusztus 18.        |               |                             |
| Borsodsziráki MGTSZ        | 1 – 2         | Recski Ércbányász           |
| 1986. augusztus 20.        |               |                             |
| Kakucsi KSK                | 3 – 6         | MTK-VM                      |
| Nagykőrösi Kinizsi SK      | 1 – 3         | Békéscsabai Előre Spartacus |
| Sárvári Kinizsi            | 1 – 2         | Rába ETO                    |
| Miskei TSZ SK              | 1 – 2         | Bp. Honvéd                  |
| Építők SC                  | 1 – 2 hu.     | Dunaújvárosi Kohász         |
| Peremarton-Berhida         | 0 – 4         | Videoton                    |
| Székesfehérvári MÁV Előre  | 0 – 2         | Tatabányai Bányász          |
| Tordas-Gyúró TSZ SK        | 0 – 6         | Újpesti Dózsa               |
| Marcali VSE                | 0 – 3         | Pécsi MSC                   |
| H. Kiss János SE           | 0 – 5         | Zalaegerszegi TE            |
| Padragkút                  | 0 – 8         | Haladás VSE                 |
| Sajóbábonyi Vegyész        | 2 – 1         | Eger SE                     |
| Borsodi Bányász            | 0 – 4         | Debreceni MVSC              |
| Eleki TSZ SK               | 1 – 2         | H. Szabó Lajos SE           |
| Abádszalóki Szöv. SE       | 0 – 2         | Olefin SC                   |
| Kartali MEDOSZ             | 0 – 1         | Ganz-MÁVAG                  |
| Csákvári TC                | 0 – 6         | Dorog                       |
| Uraiujfalui MEDOSZ         | 0 – 2         | MOTIM TE                    |
| Körmendi MTE               | 0 – 1 hu.     | Ajkai Bányász               |
| Büki KSK                   | 0 – 8         | Tapolcai Bauxitbányász      |
| Jáki TSZ SK                | 0 – 3         | Veszprémi SE                |
| H. Gáspár SE               | 0 – 4         | Ózdi Kohász                 |
| Veresegyházi KSK           | 3 – 2         | BKV Előre                   |
| Szatymazi SE               | 1 – 11        | Kecskeméti SC               |
| Szegedi Dózsa              | 2 – 3         | Komlói Bányász              |
| Ajkai Alumínium            | 1 – 0         | Siófoki Bányász             |
| Lepsény-Mezőszentgyörgy    | 0 – 9         | Péti MTE                    |
| H. Sallai SK               | 0 – 2 hu.     | Ráckevei Aranykalász TSZ SE |
| Hantosi TSZ SK             | 2 – 3         | Bonyhádi SE                 |
| Vasasi Bányász             | 0 – 3         | Kaposvári Rákóczi           |
| H. Steinmetz SE            | 1 – 0         | Nagykanizsai Olajbányász    |
| Szabadszentkirályi SE      | 2 – 1         | Nagyatád                    |
| Szigetvár                  | 2 – 0         | Szekszárd                   |
| Szajki TSZ SE              | 2 – 8         | Bajai SE                    |
| Móri SE                    | 1 – 2         | MÁV DAC                     |
| Csornai SE                 | 3 – 4 hu.     | Szentgotthárdi MSE          |
| Hernádnémeti MGTSZ SE      | 2 – 1         | Balmazújvárosi Lenin TSZ SE |
| Mákvölgyi Bányász          | 1 – 6         | Nyíregyházi VSSC            |
| Ricsei Újerő TSZ SE        | 2 – 4         | Hajduszoboszlói Bocskai     |
| Csurgói Spartacus          | 1 – 0         | H. Katona SE                |
| Kaposgép Vörös Lobogó      | 1 – 0         | Siklósi SE                  |
| Kaposvári Univerzum        | 1 – 0         | Sellyei SE                  |
| Balatonszentgyörgy         | 0 – 5         | Sabaria                     |
| Nagybajomi TSZ SE          | 0 – 1 hu.     | Nagykanizsai MÁV NTE        |
| H. Szőnyi SE               | 0 – 5         | Mohácsi Újbarázda TSZ SE    |
| Törökbálinti TC            | 0 – 4         | Budafoki MTE                |
| Mélykúti SK                | 0 – 2         | Hódmezővásárhelyi Metripond |
| Mezőkovácsházi KSK         | 1 – 2         | SZEOL-Délép                 |
| Nagyszénási TSZ SK         | 2 – 0         | Kecskeméti TE               |
| Varsánygyürei TSZ SE       | 1 – 2         | Diósgyőri VTK               |
| Nagykállói KSE             | 3 – 1         | Borsodi Építők Volán        |
| Dombóvári Vasas            | 1 – 2         | Bólyi MEDOSZ                |
| Csengeri TSZ SE            | 3 – 2         | Debreceni Universitas       |
| Tiszavasvári Lombik        | 1 – 2         | Salgótarjáni Síküveg hu.    |
| Nagyhalászi Textiles       | 1 – 1 te.:4:3 | Kazincbarcika               |
| Kerekegyházi KSK           | 1 – 1 te.:4:5 | Szarvas                     |
| Salgótarjáni Öblösüveggyár | 1 – 2         | Bélapátfalvai Építők        |
| Nézsai TSZ SK              | 0 – 2         | Váci Izzó                   |
| Vasas Ikarus               | 2 – 3         | Szolnoki MÁV MTE            |
| Galgavölgy SE Püspökhatvan | 1 – 4         | Nagybátonyi Bányász         |
| Dunavarsányi KSK           | 2 – 3         | BVSC                        |

## Második forduló
| 1. csapat                | Eredmény      | 2. csapat                   |
| ------------------------ | ------------- | --------------------------- |
| 1986. szeptember 3.      |               |                             |
| Nagybátonyi Bányász      | 1 – 3 hu.     | MTK-VM                      |
| Ráckeve                  | 0 – 4         | Újpesti Dózsa               |
| MÁV DAC                  | 0 – 3         | Ferencvárosi TC             |
| Ajkai Bányász            | 1 – 0         | Zalaegerszegi TE            |
| BVSC                     | 0 – 6         | Bp. Honvéd                  |
| Veresegyházi KSK         | 1 – 7         | Vasas                       |
| Szabadszentkirályi TSZ   | 0 – 3         | Dunaújvárosi Kohász         |
| MÁV Nagykanizsai TE      | 0 – 2         | Haladás VSE                 |
| Hajdúszoboszlói Bocskai  | 1 – 5         | Békéscsabai ELőre Spartacus |
| Bonyhádi SE              | 0 – 4         | Pécsi MSC                   |
| Péti MTE                 | 1 – 3         | Rába ETO                    |
| Kaposgép Vörös Lobogó    | 0 – 3         | Videoton                    |
| Szentgotthárd            | 0 – 4         | Tatabányai Bányász          |
| Hernádnémeti TSZ SE      | 0 – 4         | Debreceni MVSC              |
| Nagyhalászi Textiles     | 2 – 4         | Diósgyőri VTK               |
| Bélapátfalvai Építők     | 0 – 2         | Váci Izzó                   |
| Olefin SC                | 0 – 3         | Ganz-MÁVAG                  |
| H. Steinmetz             | 0 – 3         | Tapolcai Bauxitbányász      |
| MOTIM TE                 | 4 – 2         | Veszprémi SE                |
| Nyíregyházi VSSC         | 5 – 2         | Recsk                       |
| Dorogi Bányász           | 2 – 0         | Budafoki MTE                |
| Kecskeméti SC            | 1 – 0         | Szarvasi Vasas              |
| Nagyszénási TSZ SK       | 1 – 2         | Hódmezővásárhelyi Metripond |
| H. Szabó Lajos SE        | 2 – 2 te.:4:2 | SZEOL-Délép                 |
| Nagykállói KSE           | 1 – 1 te.:5:6 | Sajóbábonyi Vegyész         |
| Csengeri TSZ             | 1 – 4         | Szolnoki MÁV MTE            |
| Bóly                     | 0 – 3         | Kaposvári Rákóczi           |
| Csurgó                   | 0 – 4         | Szigetvár                   |
| Kaposvári Univerzum      | 1 – 2         | Bajai SK                    |
| Salgótarjáni Síküveggyár | 0 – 3         | Ózdi Kohász                 |
| Sabaria                  | 1 – 0         | Komlói Bányász              |
| Mohács                   | 1 – 1 te.:5:3 | Ajkai Alumínium             |

## Harmadik forduló
| 1. csapat                   | Eredmény      | 2. csapat                   |
| --------------------------- | ------------- | --------------------------- |
| 1986. október 8.            |               |                             |
| H. Szabó Lajos SE           | 2 – 2 te.:5:6 | Vasas SC                    |
| Mohács                      | 1 – 3 hu.     | MTK-VM                      |
| Sabaria                     | 2 – 1         | Rába ETO                    |
| Ganz-MÁVAG                  | 1 – 2         | Békéscsabai Előre Spartacus |
| Ózdi Kohász                 | 0 – 3         | Újpesti Dózsa               |
| Vác                         | 0 – 1         | Videoton                    |
| Dorogi Bányász              | 1 – 2         | Ferencvárosi TC             |
| MOTIM TE                    | 1 – 0 hu.     | Tatabányai Bányász          |
| Szolnoki MÁV MTE            | 3 – 3 te.:3:4 | Debreceni MVSC              |
| Hódmezővásárhelyi Metripond | 0 – 2         | Pécsi MSC                   |
| Tapolcai Bauxitbányász      | 0 – 3         | Bp. Honvéd                  |
| Kecskeméti SC               | 2 – 0         | Diósgyőri VTK               |
| Sajóbábonyi Vegyész         | 1 – 2         | Nyíregyházi VSSC            |
| Ajkai Bányász               | 1 – 5         | Haladás VSE                 |
| Szigetvár                   | 0 – 1         | Bajai SK                    |
| Kaposvári Rákóczi           | 1 – 1 te.:2:4 | Dunaújvárosi Kohász         |

## Nyolcaddöntő
| 1. csapat         | Eredmény      | 2. csapat                   |
| ----------------- | ------------- | --------------------------- |
| 1986. október 29. |               |                             |
| MOTIM TE          | 0 – 0 te.:3:4 | Haladás VSE                 |
| MTK-VM            | 6 – 2         | Dunaújvárosi Kohász         |
| Sabaria           | 1 – 4         | Pécsi MSC                   |
| Videoton          | 1 – 0         | Bp. Honvéd                  |
| Kecskeméti SC     | 0 – 2         | Vasas SC                    |
| Bajai SK          | 0 – 2         | Ferencvárosi TC             |
| Nyíregyházi VSSC  | 0 – 1         | Debreceni MVSC              |
| Újpesti Dózsa     | 2 – 1         | Békéscsabai Előre Spartacus |

### Negyeddöntő
| 1. csapat                       | Össz. | 2. csapat      | 1. mérk. | 2. mérk. |
| ------------------------------- | ----- | -------------- | -------- | -------- |
| 1987. április 1. és április 15. |       |                |          |          |
| MTK-VM                          | 5–3   | Debreceni MVSC | 1–2      | 4–1      |
| Újpesti Dózsa                   | 5–1   | Haladás VSE    | 2–1      | 3–0      |
| Ferencvárosi TC                 | 1–2   | Vasas SC       | 1–1      | 0–1      |
| Pécsi MSC                       | 2–1   | Videoton       | 1–0      | 1–1      |

## Elődöntő
| 1. csapat                       | Össz. | 2. csapat     | 1. mérk. | 2. mérk. |
| ------------------------------- | ----- | ------------- | -------- | -------- |
| 1987. április 27. és június 10. |       |               |          |          |
| Vasas                           | 1–2   | Újpesti Dózsa | 1–0      | 0–2 hu.  |
| Pécsi MSC                       | 4–3   | MTK-VM        | 2–2      | 2–1      |

## Döntő
| 1987. június 17. 18:00 |

| Újpesti Dózsa                            | 3–2   | Pécsi MSC    |
| ---------------------------------------- | ----- | ------------ |
| Rostás 10' Kardos 50' Kollár 70' (öngól) | (1–1) | Lutz 42' 62' |

| Sóstói Stadion, Székesfehérvár Nézőszám: 3000 Játékvezető: Németh Lajos (Magyar) Asszisztensek: Roxin György, Plasek Gábor |

| ÚJPESTI DÓZSA | PÉCSI MSC |

| KA           |  | Szendrei József  |     |     |
| V            |  | Schneider István |     |     |
| V            |  | Kardos József    | 68' |     |
| V            |  | Kovács Ervin     |     |     |
| V            |  | Kecskés Zoltán   | 82′ |     |
| KP           |  | Herédi Attila    |     |     |
| KP           |  | Rostás Sándor    | 86' | 88' |
| KP           |  | Steidl Sándor    |     |     |
| CS           |  | Schróth Lajos    |     | 63' |
| CS           |  | Eszenyi Dénes    |     |     |
| CS           |  | Katona György    |     |     |
| Cserék:      |  |                  |     |     |
|              |  | Sulija Ottó      |     | 63' |
|              |  | Balogh István    |     | 88' |
| Vezetőedző:  |  |                  |     |     |
| Göröcs János |  |                  |     |     |

| KA            |  | Kollár József     |     |     |
| V             |  | Kónya Mihály      |     |     |
| V             |  | Toma Árpád        | 51' |     |
| V             |  | Czérna Sándor     |     |     |
| V             |  | Brezniczky Sándor |     |     |
| KP            |  | Lutz Jakab        |     |     |
| KP            |  | Bérczy Balázs     | 32' |     |
| KP            |  | Lőrincz Sándor    |     | 75' |
| CS            |  | Lovász Ferenc     |     |     |
| CS            |  | Nagy Imre         |     |     |
| CS            |  | Mészáros Ferenc   |     |     |
| Cserék:       |  |                   |     |     |
|               |  | Márton Gábor      | 88′ | 75' |
| Vezetőedző:   |  |                   |     |     |
| Garami József |  |                   |     |     |

Az Újpesti Dózsa MNK-ban szerepelt játékosai: Szendrei József 5 mérkőzés, Rózsa Zsolt 3, Gróf Attila 2 – Balogh István 5, Eszenyi Dénes 4, Haáz Ferenc 1, Herédi Attila 7, Kardos József 6, Katona György 8, Kecskés Zoltán 9, Kovács Ervin 7, Kozma István 7, Muraközy Lajos 2, Rostás Sándor 9, Schneider István 8, Schróth Lajos 9, Steidl Sándor 9, Sulija Ottó 9, Szabó András 5, Szűcs János 1